# Brundage
Brundage es un lugar designado por el censo ubicado en el condado de Dimmit en el estado estadounidense de Texas. En el Censo de 2010 tenía una población de 27 habitantes y una densidad poblacional de 17,06 personas por km².

## Geografía
Brundage se encuentra ubicado en las coordenadas 28°34′26″N 99°40′13″O / 28.57389, -99.67028. Según la Oficina del Censo de los Estados Unidos, Brundage tiene una superficie total de 1.58 km², de la cual 1.58 km² corresponden a tierra firme y (0%) 0 km² es agua.

## Demografía
Según el censo de 2010, había 27 personas residiendo en Brundage. La densidad de población era de 17,06 hab./km². De los 27 habitantes, Brundage estaba compuesto por el 100% blancos, el 0% eran afroamericanos, el 0% eran amerindios, el 0% eran asiáticos, el 0% eran isleños del Pacífico, el 0% eran de otras razas y el 0% pertenecían a dos o más razas. Del total de la población el 25.93% eran hispanos o latinos de cualquier raza.